# Opció Nacionalista Valenciana
Opció Nacionalista Valenciana va ésser un partit polític del País Valencià de caràcter valencianista tricolor i progressista fundat en gener de 2005 com escissió d'Unió Valenciana, que havia anat patint una fuita de càrrecs al PP i en 2000 ja s'havia quedat fora de les institucions, i en descomposició en diverses escissions. L'any 2008 Opció Nacionalista Valenciana va integrar-se dins d'Units x Valéncia, i així es conformava com a partit polític. Durant tota la trajectòria del partit, el secretari general d'aquesta formació política va ésser Carles Choví, antic líder dels Joves d'Unió Valenciana, i secretari general d'Units per València des de la seua fundació.